# Negresco
Negresco é uma marca pertencente à Nestlé usada em biscoitos recheados, waffles e sorvete. No Brasil, a marca é usada desde 1987. Consiste em duas casquinhas com sabor de chocolate e recheio de baunilha ou/e também chocolate.